# Mi socio 2.0
Mi Socio 2.0 es una película boliviana dirigida por el cineasta boliviano Paolo Agazzi. Protagonizada por el maestro David Santalla, filmada el año 2019 en diversas regiones de Bolivia.

## Argumento
Vito (David Santalla) (70 años) sigue en sus acostumbradas y azarosas andanzas: después de lograr zafarse de un pleito de dinero y chantajes con el Patrón, un temible narcotraficante que Vito logró hacer encerrar en el penal de Palmasola, ahora vive semi-clandestino en la localidad beniana de Rurrenabaque. Atrás quedaron los gloriosos días de camionero con su camión Mi Socio. Brillo, de par suyo, a sus 40 años, es un discretamente próspero gerente/propietario de una pequeña pero sólida empresa de transporte, en la ciudad de Santa Cruz de la Sierra. De los hijos de Vito, la única que queda en Bolivia (y con la cual el hombre intenta mantenerse en contacto) es Camila, 27 años, mujer bonita y de fuerte y briosa personalidad. Cuando Vito finalmente, es ubicado por Junior, el hijo del Patrón, y se encuentra en serios aprietos, no le queda más remedio que acudir a la ayuda de su exayudante Brillo a través de su hija Camila. Empieza así un azaroso viaje desde Santa Cruz hasta Rurrenabaque a la búsqueda de Vito, en el curso del cual se establece una sólida relación de amistad y entendimiento entre Brillo y Camila y, gracias al cual, también logran recuperar el viejo camión Mi Socio. El encuentro en Rurrenabaque con Vito y el posterior enfrentamiento entre Junior y sus sicarios, será dramático y con un final inesperado.